# 겐모치 히데키
겐모치 히데키(일본어: 剣持 秀紀, 1967년~)는 일본의 음악가로, 보컬로이드계의 중요 인사이다.